# Тандридж
51°15′26″ пн. ш. 0°00′00″ сх. д. / 51.2573° пн. ш. 0° сх. д.Тандридж (англ. Tandridge) — неметрополітенський район (англ. non-metropolitan district) в графстві Суррей (Англія). Адміністративний центр — місто Окстед.

## Географія
Район розташований в східній частині графства Суррей, межує на півночі з лондонськими боро Боромлі (боро Лондона) і Бройлі (Кройдон, Кройдон), на сході з графством Кент, на півдні — з графством Західний Сусекс.

## Історія
Район утворений 1 квітня 1974 року в результаті об'єднання міського району (англ. Urban district) Caterham and Warlingham Urban District і сільського району (англ. Rural District) Годстон.

## Інтернет-ресурси
- District Council website